# Guangyuanita
La guangyuanita és un mineral de la classe dels òxids.

## Característiques
La guangyuanita és un selenit de fórmula química Pb₃Cl₃(Se⁴⁺O₃)(OH). Va ser aprovada com a espècie vàlida per l'Associació Mineralògica Internacional l'any 2023, i publicada el mateix any. Cristal·litza en el sistema ortoròmbic. Químicament és similar a l'orlandiïta.
Les mostres que van servir per a determinar l'espècie, el que es coneix com a material tipus, es troben conservades a les col·leccions del Museu de minerals i gemmes Alfie Norville de la Universitat d'Arizona, a Tucson (Arizona, Estats Units), amb el número de catàleg: 22714 i al projecte RRUFF, amb el número de mostra: r210013.

## Formació i jaciments
Va ser descoberta a la mina El Dragón, situada al municipi de Porco, dins la província d'Antonio Quijarro (Potosí, Bolívia). Aquesta mina boliviana és l'únic indret de tot el planeta on ha estat descrita aquesta espècie mineral.